# Grafschaft Forcalquier
Die Grafschaft Forcalquier war eine nördlich der Durance gelegene Herrschaft, die aus einem Teil der Grafschaft Provence entstand.

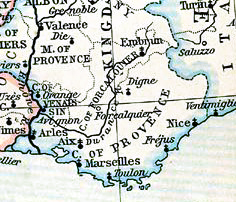
Die Provence mit der Grafschaft Forcalquier im 12. Jahrhundert

Im Zusammenhang mit den zahlreichen Teilungen des Besitzes der Grafenfamilie der Provence ging dieser Teil an die Brüder Wilhelm VI. († vor 1067) und Gottfried II. von Provence († 1065/67). Doch die Vorstellung einer separaten Herrschaft von Forcalquier erscheint erstmals in einer Urkunde aus dem Jahre 1111, in der sich Wilhelms Tochter Adelheid (auch Alix), Witwe Ermengols IV. von Urgell, Gräfin von Forcalquier nannte. Nach ihrem Tod gingen Herrschaft und Titel auf ihre beiden Enkel Guigo und Bertrand I. (III.) über. Ein Mandat Kaiser Friedrichs Barbarossa vom 21. Dezember 1174 zugunsten Wilhelms II. (IV.) bestätigte dessen selbständige Herrschaft über ein Gebiet das, im Großen und Ganzen, die Bistümer Embrun, Gap, Sisteron sowie Apt umfasste und sich zwischen dem Comtat Venaissin und der Provence entlang der Durance erstreckte. Fünf Generationen war Forcalquier im Besitz einer Nebenlinie der Grafen von Urgell, bis das Gebiet durch den Vertrag von Aix (1192) und die Eheschließung Garsendes II. von Forcalquier mit Alfons II. von Provence im Jahre 1208 wieder mit der Provence vereinigt wurde.

## Grafen von Forcalquier

Wappen der Grafen von Forcalquier

- Wilhelm VI. Bertrand († vor 1067), 1044 Graf von Provence (Forcalquier), 1065 Markgraf von Provence
- Gottfried II. († 1065/67) Graf von Provence (Forcalquier), dessen Bruder
- Adelheid († 1129), Tochter Wilhelms VI., Erbin von Forcalquier, ⚭ 1079 Ermengol IV., 1065 Graf von Urgell († 28. März 1092)
- Wilhelm I. (III.) († 1129), deren Sohn, Graf von Urgell (III.) und Forcalquier (I.)
- Guigo († um 1149), dessen Sohn, Graf von Urgell und Forcalquier
- Bertrand I. (III.) († um 1150), Sohn Wilhelms I., Graf von Urgell (IV.) und Forcalquier (I.)
- Bertrand II. (IV.) († 1207), dessen Sohn, Graf von Urgell (IV.) und Forcalquier (II.)
- Wilhelm II. (IV.) († 1208), Sohn Bertrands I., Graf von Urgell (IV.) und Forcalquier (II.)
- Garsende I., dessen Tochter, ⚭ Raimund von Sabran
- Garsende II., deren Tochter, Erbin von Forcalquier, ⚭ Alfons II. Graf von Provence (1180–2. Februar 1209)